# Tinea straminiella
Tinea straminiella är en fjärilsart som beskrevs av Victor Toucey Chambers 1873. Tinea straminiella ingår i släktet Tinea och familjen äkta malar. Inga underarter finns listade i Catalogue of Life.